# Vibe Bredahl
Vibe Bredahl (født 1974) er billedkunstner. Hun har haft separatudstillinger og deltaget i gruppeudstillinger både national og international.

## Biografi
Vibe Bredahl tog afgang fra Det Kgl. Danske Kunstakademi i 2000 og har siden da deltaget i diverse udstillinger. Af separat udstillinger kan nævnes Pun Birds på Galleri Asbæk i København 2005 og Embroidery of the Middle East på Markan i Amman, Jordan 2004.
Vibe Bredahl arbejder med tegning, skulptur, fotografi og artists' books.
Rejsen, både konkret og i bredere forstand, er et gennemgående tema.
Vibe Bredahl har siden 2000 drevet kunstforlaget hurricane.